# Антиб-Центр
Анти́б-Центр (фр. Antibes-Centre или Центра́льный Анти́б) — упразднённый кантон во Франции, находится в регионе Прованс — Альпы — Лазурный Берег, департамент Приморские Альпы. Входил в состав округа Грас.
Код INSEE кантона — 0647. До административной реформы 2015 года кантон Антиб-Центр включал в себя часть коммуны Антиб.

## Население
Население кантона на 2007 год составляло 28 963 человека.
| 1962 | 1968 | 1975 | 1982 | 1990 | 1999   | 2006 | 2007   | 2008 |
| ---- | ---- | ---- | ---- | ---- | ------ | ---- | ------ | ---- |
| —    | —    | —    | —    | —    | 28 502 | —    | 28 963 | —    |

По закону от 17 мая 2013 и декрету от 24 февраля 2014 года количество кантонов в департаменте Приморские Альпы уменьшилось с 52-х до 27-ми. Новое территориальное деление департаментов на кантоны вступило в силу во время выборов 2015 года. После реформы кантон был упразднён.
Ближайшая железнодорожная станция - Gare d'Antibes.